# Iliotona cacti
Iliotona cacti är en skalbaggsart som först beskrevs av J. L. Leconte 1851.  Iliotona cacti ingår i släktet Iliotona och familjen stumpbaggar. Inga underarter finns listade i Catalogue of Life.